# Diecéze Aradi
Diecéze Aradi je titulární diecéze římskokatolické církve.

## Historie
Aradi, je identifikovatelné s Henchir-Bou-Arada v dnešním Tunisku. je starobylé biskupské sídlo v římské provincii Afrika Proconsolare, a byla sufragannou arcidiecéze Kartágo. 
Jsou známy dva biskupové této diecéze. Mezi katolické preláty svolané v Kartágu roku 484, vandalským králem Hunerichem, byl Fortunatius, který byl vyhoštěn na Korsiku. Druhým je Emilianus který se roku 525 zúčastnil koncilu v Kartágu.
Dnes je Aradi využíváno jako titulární biskupské sídlo; současným titulárním biskupem je Wayne Kirkpatrick, pomocný biskup Toronta.

## Seznam biskupů
- Fortunatius (zmíněn roku 484)
- Emilianus (zmíněn roku 525)

## Seznam titulárních biskupů
- 1953–1957 Bryan Joseph McEntegart
- 1957–1962 Johannes Vonderach
- 1962–1974 Eduard Schick
- 1975–1998 Bernard Francis Pappin
- 1998–2011 Annetto Depasquale
- 2012–2019 Wayne Kirkpatrick
- 2020–2021 Francisco Daniel Rivera Sánchez
- 2021–2024 Germán Medina Acosta
- od 2024 Rui Augusto Jardim Gouveia